# Професійно-технічний навчальний заклад
Професі́йно-техні́чний навча́льний за́клад (англ. Vocational schools, фр. École professionnelle supérieure, ісп. Escuela profesional, рос. Профессионально-технические училища) — це заклад освіти для надання професійно-технічної освіти, навчання робітничим професіям, спеціальностям, отримання кваліфікації відповідно до інтересів, здібностей та стану здоров'я учнів.

## Статистика
2016 року підготовку робітничих кадрів в Україні здійснювали 817 державних професійно-технічних навчальних закладів, підпорядкованих Міністерству освіти і науки України, з них 372 — професійні ліцеї; 166 — вищі професійні училища; 95 — професійно-технічні училища; 67 — центри професійно-технічної освіти; 65 — навчальні центри при кримінально-виконавчих установах закритого типу; 3 — професійні коледжі; 49 — професійно-технічні училища, що є структурними підрозділами вищих навчальних закладів, та навчальні заклади інших типів, що надають професійно-технічну освіту.
Станом на 1 січня 2016 року в професійно-технічних навчальних закладах, підпорядкованих Міністерству освіти і науки України, навчалося 303,1 тисячі осіб, з них на базі базової загальної середньої освіти — 195,8 тисячі осіб, на базі повної загальної середньої освіти — 90,9 тисячі осіб, на базі незавершеної базової загальної середньої освіти — 2,4 тисячі осіб, а також слухачів — 14 тисяч осіб.

## Типи
До професійно-технічних навчальних закладів належать:
- професійно-технічне училище відповідного профілю;
- професійний ліцей;
- професійне училище соціальної реабілітації;
- вище професійне училище;
- професійно-художнє училище;
- художнє професійно-технічне училище;
- вище художнє професійно-технічне училище;
- училище-агрофірма;
- вище училище-агрофірма;
- училище-завод;
- центр професійно-технічної освіти;
- навчально-виробничий центр;
- центр підготовки і перепідготовки робітничих кадрів;
- навчально-курсовий комбінат;
- навчальний центр;
- інші типи навчальних закладів, що надають професійно-технічну освіту.